# Ленцкірх
Ленцкірх (нім. Lenzkirch) — громада в Німеччині, знаходиться в землі Баден-Вюртемберг. Підпорядковується адміністративному округу Фрайбург. Входить до складу району Брайсгау-Верхній Шварцвальд.
Площа — 57,90 км2. Населення становить 5002 ос. (станом на 31 грудня 2020).

## Цікаві події
У Ленцкірху в 1935 році композитор Пауль Гіндеміт завершив роботу над своєю відомою оперою «Художник Матіс», основою якого стала біографія відомого митця.

## Галерея

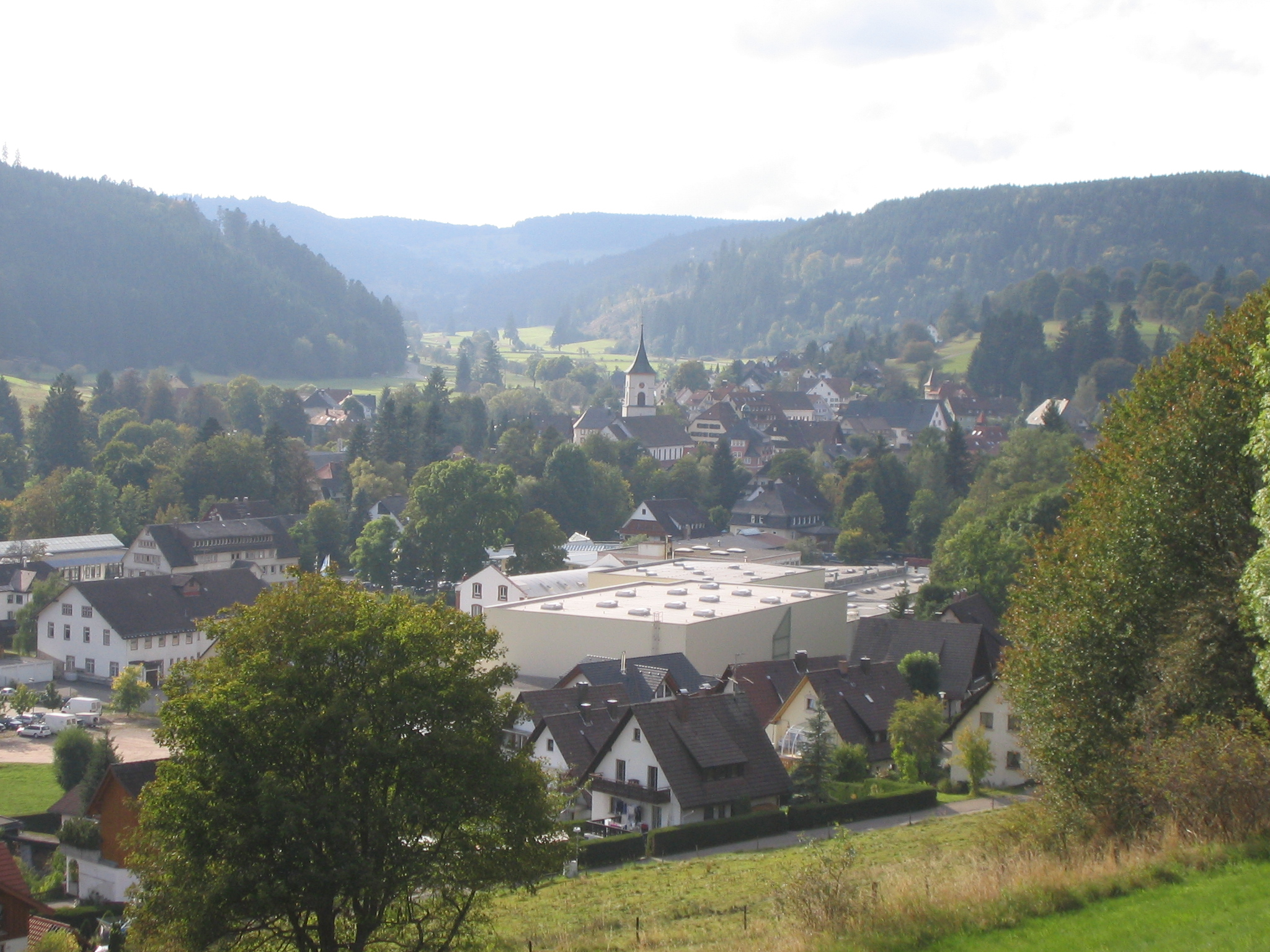
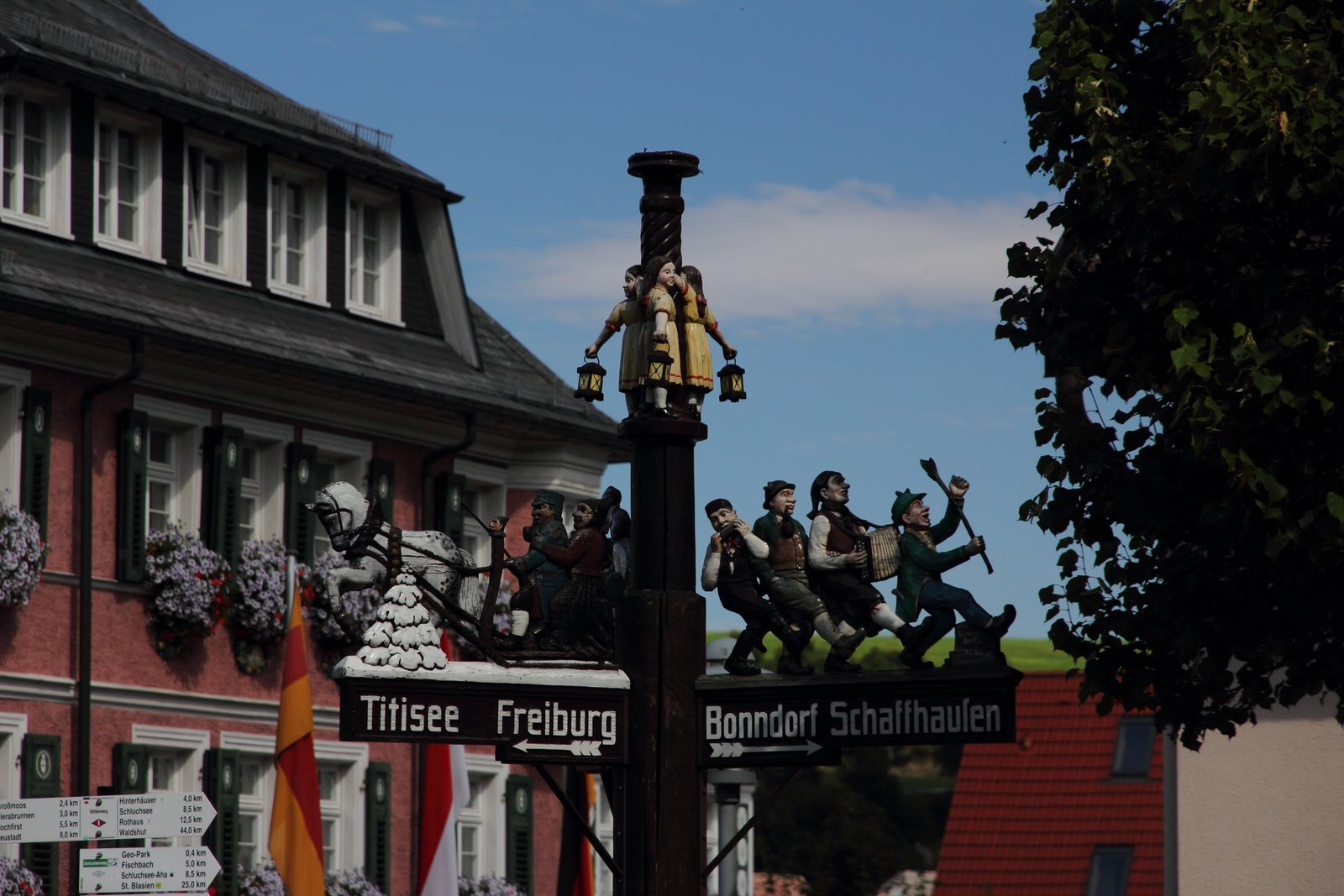
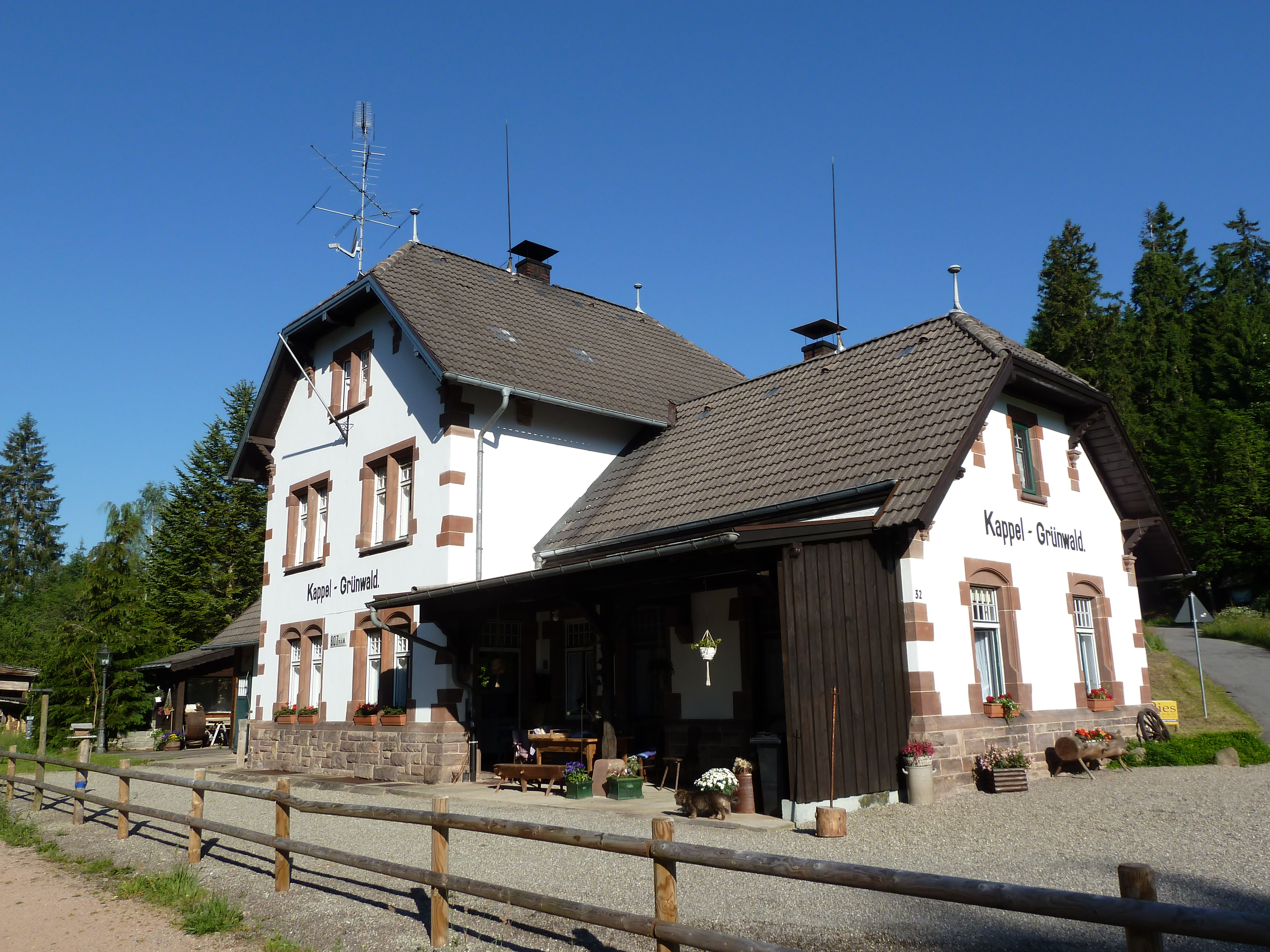
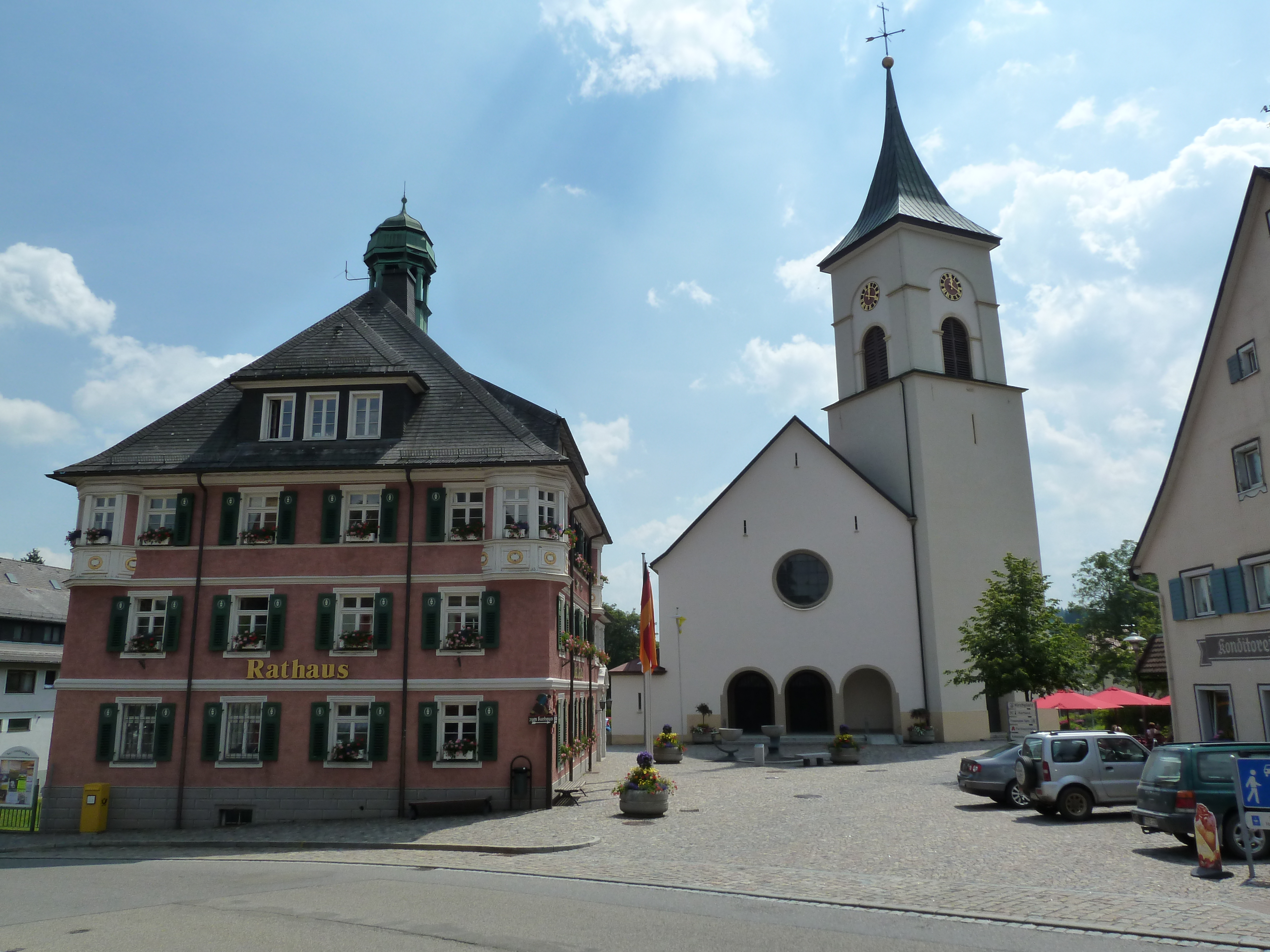
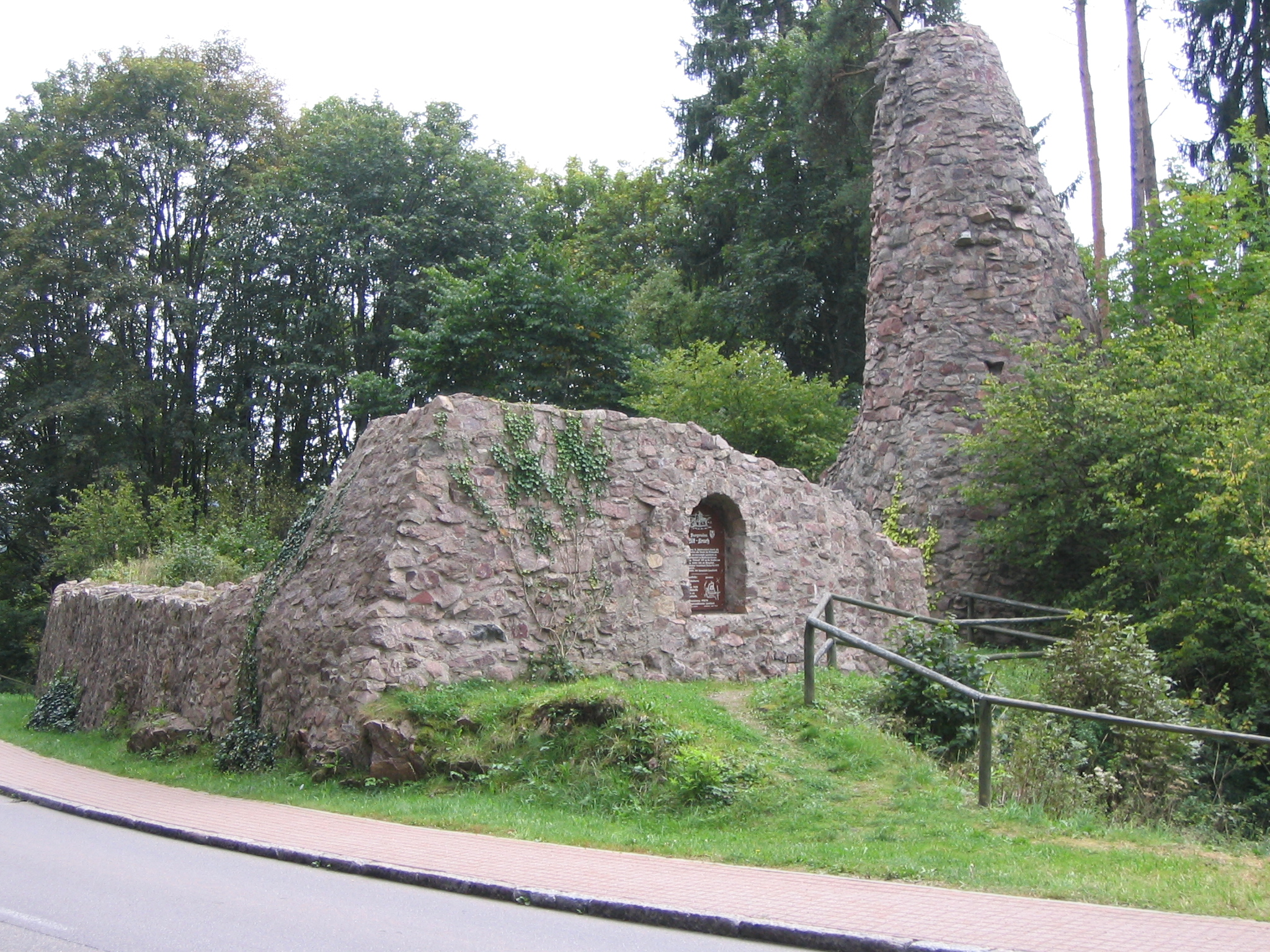